# Anisocoma acaulis
La  Anisocoma acaulis  Torr. & A.Gray, 1845 è una specie di pianta angiosperma dicotiledone della famiglia delle Asteraceae.  Anisocoma acaulis  è anche l'unica specie appartenente al genere  Anisocoma  Torr. & A.Gray, 1845.

## Etimologia
Il nome del genere ( Anisocoma ) è composto e deriva dalla greca "anisos" (ανισος) per "disuguale" e dal latino "koma/coma" per "capelli", riferendosi alle setole plumose del pappo di dimensioni disuguali. L'epiteto specifico (acaulis ) significa "privo di fusto".
Il nome scientifico della specie è stato definito dai botanici John Torrey (1796 - 1873) e Asa Gray (1810 - 1888) nella pubblicazione " Boston Journal of Natural History. Boston, MA" ( Boston J. Nat. Hist. 1: 111) del 1845. Il nome scientifico del genere è stato definito nella stessa pubblicazione.

## Descrizione

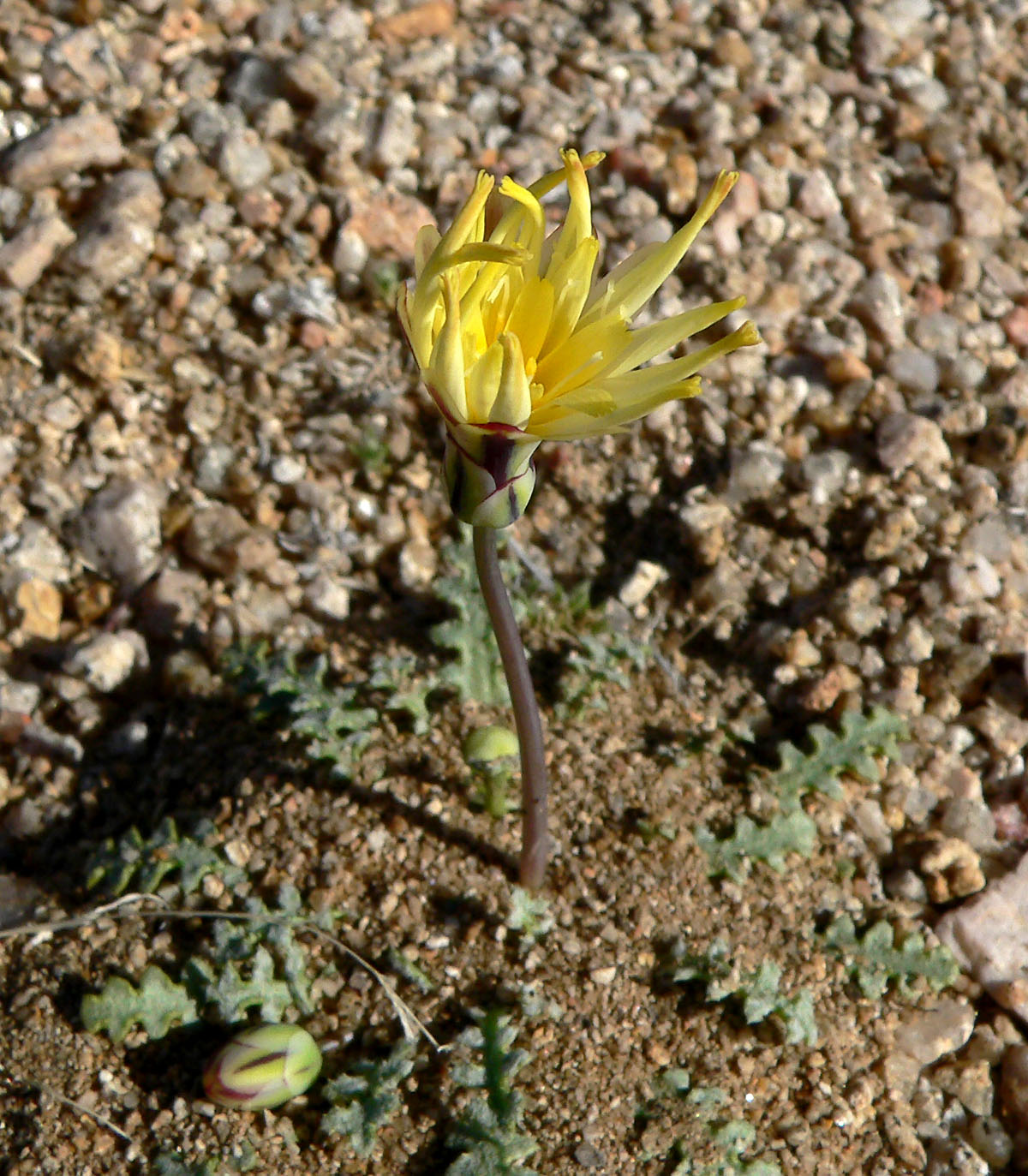
Il portamento

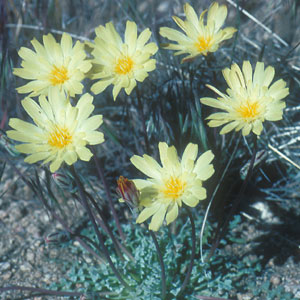
Infiorescenza

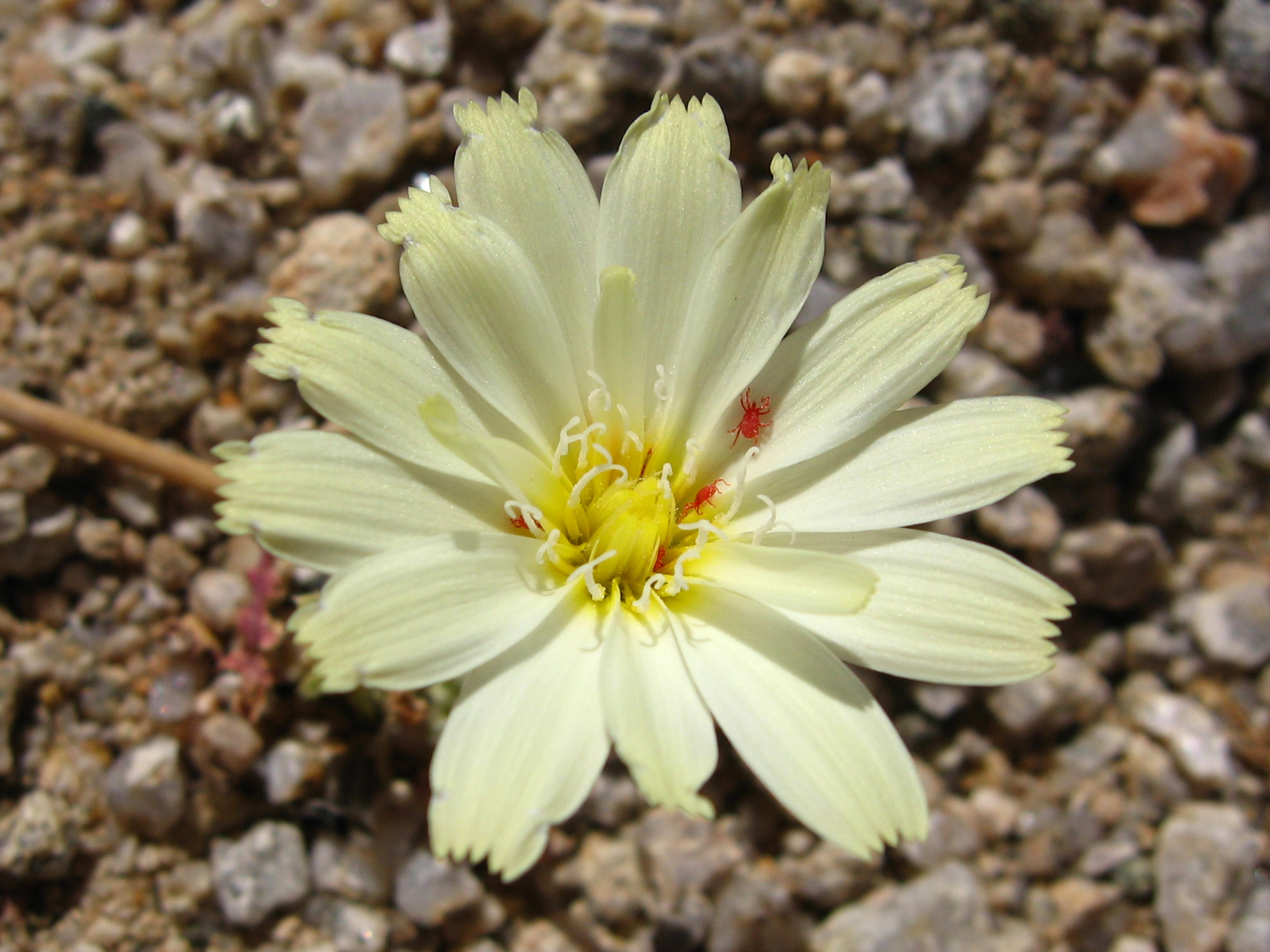
I fiori

Habitus. Le specie di questa voce, con cicli biologici annuali, sono piante non molto alte e con fusto molto ridotto. Tutte le specie del gruppo sono provviste di latice.
Fusto. I fusti (da 1 a 25 per pianta), in genere eretti e ascendenti, sono solitari e brevi. Le radici in genere sono di tipo fittonante. Altezza media delle piante: 5 – 25 cm.
Foglie. Sono presenti solo foglie basali (rosetta basale) con disposizione alterna. Le lamine sono intere, dentate oppure più o meno divise; la forma in genere è oblanceolata, attenuata alla base e confluente in un picciolo; il contorno è pennatosetto con segmenti da lanceolati a oblanceolati. La superficie può essere ricoperta da peli semplici o ramificati.
Infiorescenza. L'infiorescenza è composta da uno o più capolini terminali. I capolini, solamente di tipo ligulifloro, sono formati da un involucro composto da diverse brattee (o squame) all'interno delle quali un ricettacolo fa da base ai fiori ligulati. L'involucro ha una forma da cilindrica a campanulata ed è formato da 4 - 5 serie di brattee disposte in modo embricato. Le brattee, da 15 a 25, hanno ampi margini cartacei e trasparenti; quelle esterne hanno delle forme da ovate a orbicolari, quelle interne sono più lanceolate. Il ricettacolo, alla base dei fiori, è nudo oppure con pagliette bianche lunghe e sottili; inoltre è piatto o leggermente convesso. Diametro dell'involucro: 4 – 20 mm.
Fiori. I fiori (fino a 40), tutti ligulati, sono tetra-ciclici (ossia sono presenti 4 verticilli: calice – corolla – androceo – gineceo) e pentameri (ogni verticillo ha in genere 5 elementi). I fiori sono ermafroditi, fertili e zigomorfi.
- Formula fiorale:

*/x K {\displaystyle \infty }, [C (5), A (5)], G 2 (infero), achenio
- Calice: i sepali del calice sono ridotti ad una coroncina di squame.
- Corolla: le corolle sono formate da un tubo e da una ligula terminante con 5 denti; il colore varia da crema a giallo brillante.
- Androceo: gli stami sono 5 con filamenti liberi e distinti, mentre le antere sono saldate in un manicotto (o tubo) circondante lo stilo.[13] Le antere sono codate e allungate con una appendice apicale; i filamenti sono lisci. Il polline è tricolporato e di colore arancio.[14]
- Gineceo: lo stilo è filiforme. Gli stigmi dello stilo sono due divergenti, corti, smussati e ricurvi con la superficie stigmatica posizionata internamente (vicino alla base).[15] L'ovario è infero uniloculare formato da 2 carpelli.

Frutti. I frutti sono degli acheni con pappo. Gli acheni hanno una forma da oblunga a obovoide-obconica con apice troncato e privi di becco (sono appressati); in alcuni casi gli acheni sono provvisti di 10 coste longitudinali. Il pappo, doppio, si compone di peli distinti in rigidi e piumosi.

## Biologia
- Impollinazione: l'impollinazione avviene tramite insetti (impollinazione entomogama tramite farfalle diurne e notturne).
- Riproduzione: la fecondazione avviene fondamentalmente tramite l'impollinazione dei fiori (vedi sopra).
- Dispersione: i semi (gli acheni) cadendo a terra sono successivamente dispersi soprattutto da insetti tipo formiche (disseminazione mirmecoria). In questo tipo di piante avviene anche un altro tipo di dispersione: zoocoria. Infatti gli uncini delle brattee dell'involucro (se presenti) si agganciano ai peli degli animali di passaggio disperdendo così anche su lunghe distanze i semi della pianta.

## Distribuzione e habitat
La distribuzione è ristretta al Messico settentrionale e USA sud-occidentale.

## Tassonomia
La famiglia di appartenenza di questa voce (Asteraceae o Compositae, nomen conservandum) probabilmente originaria del Sud America, è la più numerosa del mondo vegetale, comprende oltre 23.000 specie distribuite su 1.535 generi, oppure 22.750 specie e 1.530 generi secondo altre fonti (una delle checklist più aggiornata elenca fino a 1.679 generi). La famiglia attualmente (2021) è divisa in 16 sottofamiglie.

### Filogenesi
Il genere di questa voce appartiene alla sottotribù Microseridinae della tribù Cichorieae (unica tribù della sottofamiglia Cichorioideae). In base ai dati filogenetici la sottofamiglia Cichorioideae è il terz'ultimo gruppo che si è separato dal nucleo delle Asteraceae (gli ultimi due sono Corymbioideae e Asteroideae). La sottotribù Microseridinae fa parte del "quinto" clade della tribù; in questo clade insieme alla sottotribù Cichoriinae forma un "gruppo fratello".
I seguenti caratteri sono distintivi per la sottotribù:
- il polline è colorato di arancio;
- la distribuzione è relativa al Nuovo Mondo.

Alcuni Autori, considerando l'estensione della sottotribù, l'hanno suddivisa in 8 entità (o alleanze) informali. Il genere di questa voce è stato associato al gruppo Alleanza Malacothrix formata da Anisocoma, Atrichoseris, Calycoseris e Malacothrix. Il genere di questa voce in precedenti classificazioni era descritto all'interno della sottotribù (non più valida) Malacothricinae. Anisocoma acaulis differisce sia da Malacothrix che da Calycoseris per le sue setole piumose del pappo e la presenza di pagliette nel ricettacolo.
I caratteri distintivi per questa specie sono:
- la forma di vita è annuale;
- il ricettacolo è formato da pagliette;
- il pappo è doppio e piumoso.

Il numero cromosomico della specie è: 2n = 14 o 18 (specie diploide).

### Sinonimi
La specie di questa voce, in altri testi, può essere chiamato con nomi diversi. L'elenco che segue indica alcuni tra i sinonimi più frequenti:
- Pterostephanus runcinatus Kellogg

Per il genere è indicato il seguente sinonimo:
- Pterostephanus Kellogg